# ФК Ворскла
ФК „Ворскла“ Полтава е украински професионален футболен клуб от град Полтава, създаден през 1955 г.
Отборът се състезава в най-високото ниво на украинския клубен футбол. Клубните цветове са зелен и бял, откъдето е и прякорът на тима – зелено-белите.
Играе домакинските си мачове на стадион „Олексей Бутовски“, който разполага с капацитет от 24 795 места, всичките от които седящи.
През сезон 2011/12 прави историческо участие в груповата фаза на европейски турнир – Лига Европа.

## Предишни имена
| Години      | Име                  |
| ----------- | -------------------- |
| 1955 – 1965 | „Колхозник“          |
| 1965 – 1968 | „Колос“              |
| 1968 – 1969 | „Селстрой“ Сельстрой |
| 1969 – 1973 | „Строител“ Строитель |
| 1973-1984   | „Колос“              |
| 1984 – 2003 | „Ворскла“            |
| 2003-2005   | „Ворскла-Нефтегаз“   |
| от 2005     | „Ворскла“            |

## Успехи
- Украинска Премиер Лига:
  -  Трето място (2): 1996/97, 2017/18
- Купа на Украйна:
  -  Носител (1): 2008/09
  -  Финалист (2): 2019/20, 2023/24
- Суперкупа на Украйна:
  -  Финалист (1): 2009
- Първа Лига: (2 ниво)
  -  Победител (1): 1995/96

 СССР (Украинска ССР)
- Купа на Украинска ССР:
  -  Носител (1): 1956

## Известни играчи
- Игор Кислов
- Иван Шарий
- Олег Моргун
- Андрий Пятов
- Едуард Цихмейструк

## Български футболисти
- Велин Кефалов: 1997/98 - (18 мача - 0 гола)
- Даил Ибрям Юсуф: 1997/98 - (15 мача - 0 гола)
- Йордан Петков: 1998/2000 - (45 мача - 3 гола)